# نيلسون بورتون
نيلسون بورتون هو لاعب هوكي الجليد كندي، ولد في 6 نوفمبر 1957 في سيدني ‏ في كندا.

## وصلات خارجية
- نيلسون بورتون على موقع دوري الهوكي الوطني (الإنجليزية)
- نيلسون بورتون على موقع EliteProspects.com (الإنجليزية)
- نيلسون بورتون على موقع HockeyDB.com (الإنجليزية)
- نيلسون بورتون على موقع Hockey-Reference.com (الإنجليزية)